# فرودگاه صحرایی ناگویا
فرودگاه صحرایی ناگویا (به انگلیسی: Nagoya Airfield) یک فرودگاه همگانی با کد یاتا NKM است که یک باند فرود آسفالت بتن دارد و طول باند آن ۲۷۴۰ متر است. این فرودگاه در شهر کوماکی، آیچی کشور ژاپن قرار دارد.

## شرکت‌های هواپیمایی و مقصدهای پروازی
| شرکت‌های هواپیمایی   | مقصدهای پروازی                                                                     |
| ------------------- | ---------------------------------------------------------------------------------- |
| Fuji Dream Airlines | ائوموری، فوکوئوکا، هاناماکی، ایزومو, کیتاکیوشو, کوچی، کوماموتو، نیئیگاتا، یاماگاتا |